# Anthony J. Armentano
Anthony J. Armentano (* 21. Juni 1916 in Hartford, Connecticut; † 25. Dezember 1987 ebenda) war ein US-amerikanischer Jurist und Politiker. Zwischen 1961 und 1963 war er Vizegouverneur des Bundesstaates Connecticut.

## Werdegang
Anthony Armentano besuchte die Hartford Public High School und studierte danach Betriebswirtschaftslehre (Business Administration) an der Boston University. Nach einem anschließenden Jurastudium an der gleichen Universität und seiner 1941 erfolgten Zulassung als Rechtsanwalt begann er ab 1946 in diesem Beruf zu arbeiten. Dazwischen diente er während des Zweiten Weltkrieges in der US Army, in der er bis zum Hauptmann aufstieg. Im Jahr 1953 wurde er Berufungsrichter. Politisch wurde er Mitglied der Demokratischen Partei. Seit 1957 gehörte er dem Senat von Connecticut an, dessen inoffiziellen Vorsitz (President Pro Tempore) er seit 1959 innehatte. Offizieller Senatsvorsitzender ist der Vizegouverneur dieses Staates.
Im Januar 1961 wurde nach dem Amtsantritt von Präsident John F. Kennedy Connecticuts Gouverneur Abraham A. Ribicoff zum neuen Bundesgesundheitsminister ernannt. Nach seiner Ernennung musste Ribicoff das Amt des Gouverneurs aufgeben, das nun seinem bisherigen Vizegouverneur John N. Dempsey zufiel. Entsprechend der Verfassung von Connecticut wurde daraufhin der President Pro Tempore des Staatssenats neuer Vizegouverneur. Das war zu diesem Zeitpunkt Anthony Armentano. Damit bekleidete er diesen Posten bis zum Ende der regulären Amtszeit im Januar 1963. Im Jahr 1962 verzichtete er auf eine weitere Kandidatur.
Nach dem Ende seiner Zeit als Vizegouverneur übernahm Anthony Armentano bis 1983 verschiedene Richterstellen in seinem Heimatstaat. Am Ende war er Richter am dortigen Supreme Court. Er starb am 25. Dezember 1987 in Hartford.